# Jean-Pierre de Bougainville

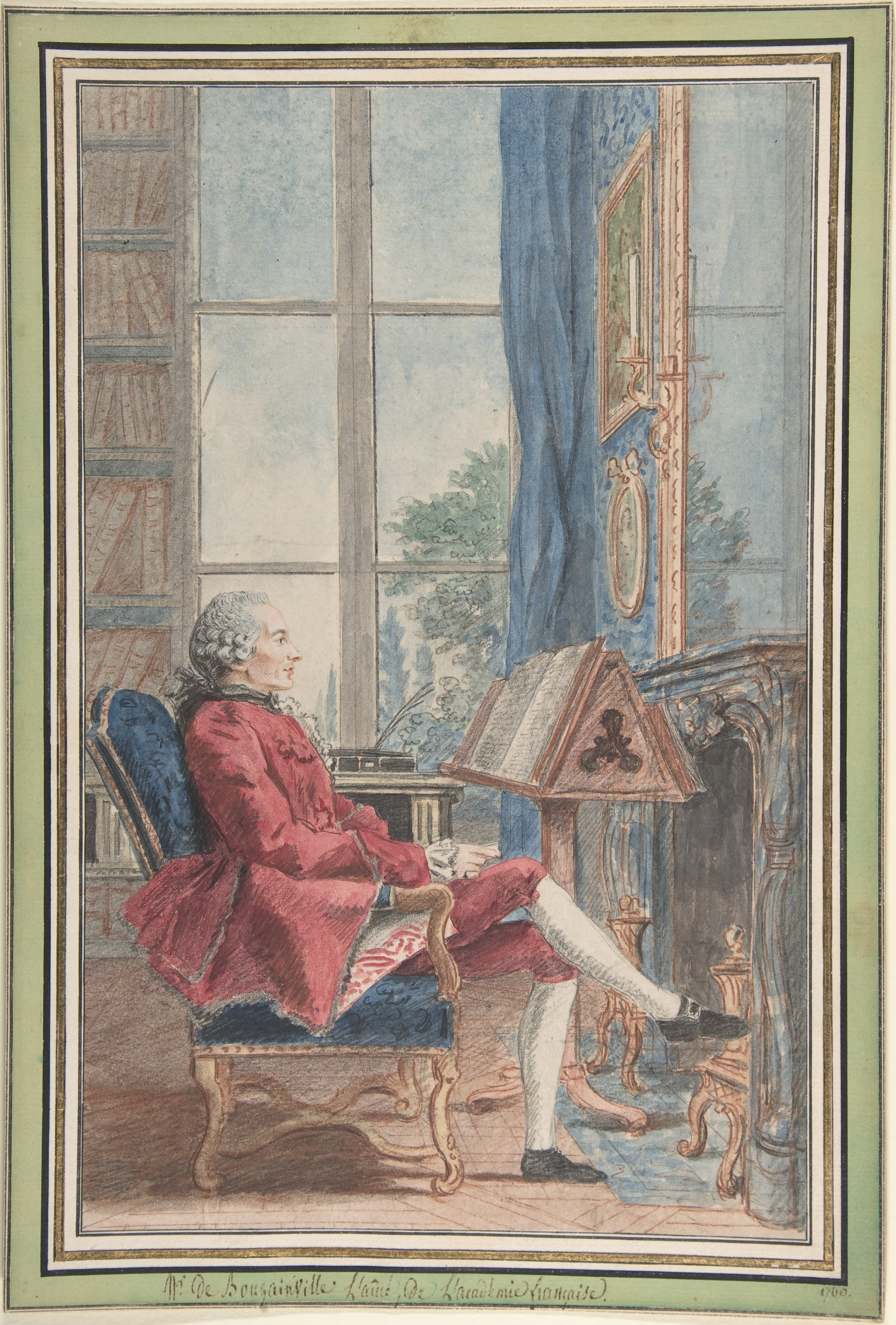
Jean-Pierre de Bougainville, Zeichnung von Louis de Carmontelle (1760)

Jean-Pierre de Bougainville (* 1. Dezember 1722 in Paris; † 22. Juni 1763 in Loches) war ein französischer Althistoriker.

## Leben und Wirken
Bougainvilles Eltern waren Yves Pierre de Bougainville (1686–1754), ein Notar, und Marie Françoise Darboulin († 1734). Louis Antoine de Bougainville und Marie Françoise Charlotte de Bougainville (1724–1813) waren seine Geschwister. Sein Vater wurde 1741 formell in den Adelstand erhoben, als er zum stellvertretenden Bürgermeister von Paris ernannt wurde. Bougainville besuchte das Collège de Beauvais und schloss seine Ausbildung 1739 ab.
Bougainville war Schüler von Nicolas Fréret und Abbé Charles d’Orléans de Rothelin. Seine Forschung zur Geschichte des antiken Griechenlands brachte ihm 1745 einen Platz in der Académie des inscriptions et belles-lettres ein. 1749, nach dem Tod Frérets, wurde er dessen Nachfolger als Akademiesekretär (Secrétaire perpétuel). Rothelin veröffentlichte postum 1747 den „Anti-Lukrez“ (Anti-Lucretius sive de Deo et Natura Libri novem) von Kardinal Melchior de Polignac. Auf Rothelins Anregung hin übersetzte Bougainville die Schrift ins Französische, die zwei Jahre später veröffentlicht wurde. Von Fréret gab er 1758 ein Manuskript zur Chronologie der Weltgeschichte mit dem Titel Défense de la chronologie heraus, für das er ebenfalls ein Vorwort verfasste.
Er war königlicher Zensor, für die Antiken im Louvre verantwortlich und wurde schließlich Sekretär des Herzogs von Orléans.
Bougainville litt zeitlebens unter Asthma. Er zog von Paris nach Loches, wo seine Schwester mit ihrem Ehemann Louis Honorat de Baraudin (1710–1768) lebte. Dort verstarb er im Alter von 40 Jahren.

## Ehrungen
Am 27. April 1754 wurde Bougainville als Nachfolger für Pierre-Claude Nivelle de La Chaussée in die Académie française aufgenommen.

## Schriften (Auswahl)
- [Quels étoient les droits des métropoles grecques sur les colonies.] Paris 1745 (Digitalisat).
- Parallèle de l’expédition d’Alexandre dans les Indes avec la conquête des mêmes contrées par Tahmas-Kouli-Khan. Hippolyte-Louis Guérin, Paris 1752 (Digitalisat).
- Discours prononcé dans l’Académie françoise, le jeudi 30 mai M. DCC. LIV. A la réception de M. de Bougainville. Brunet, Paris 1754 (Digitalisat, Text).

Zeitschriftenbeiträge
- Mémoire dans lequel on examine plusieurs questions générales concernant les Ministres des Dieux à Athènes. In: Mémoires de littérature tirés des registres de l'Académie royale des inscriptions et belles-lettres. Band 18, 1753, S. 60–96 (Digitalisat).
- Éclaircissements sur la vie et sur les voyages de Pythéas de Marseille. In: Mémoires de littérature tirés des registres de l'Académie royale des inscriptions et belles-lettres. Band 19, Paris 1753, S. 146–165 (Digitalisat).
- Recherches sur l’origine des mystères célébrés à Éleusis, en l’honneur de Cérès, sur quelques circonstances de cette fête, et sur les principaux Ministres chargés d’y présider. In: Mémoires de littérature tirés des registres de l'Académie royale des inscriptions et belles-lettres. Band 21, 1754, S. 83–105 (Digitalisat).
- Mémoire dans lequel on essaie de concilier Hérodote avec Clésias, au sujet de la monarchie des Mèdes. In: Mémoires de littérature tirés des registres de l'Académie royale des inscriptions et belles-lettres. Band 23, 1756, S. 1–32 (Digitalisat).
- Éloge de M. Fréret. In: Mémoires de littérature tirés des registres de l'Académie royale des inscriptions et belles-lettres. Band 23, 1756, S. 314–337 (Digitalisat).
- Mémoire sur les découvertes et les établissemens faits le long des côtes d’Afrique par Hannon, Amiral de Carthage. In: Mémoires de littérature tirés des registres de l'Académie royale des inscriptions et belles-lettres. Band 26, 1759, S. 10–45 (Digitalisat).
  - Suite du Mémoire sur les découvertes et les établissemens faits le long des côtes d’Afrique, par Hannon, Amiral de Carthage. In: Mémoires de littérature tirés des registres de l'Académie royale des inscriptions et belles-lettres. Band 28, Paris 1761, S. 260–317 (Digitalisat).
- Vûes générales sur les antiquitès grecques du premier âge, et sur les premiers historiens de la nation grecque, considérés par rapport à la chronologie. In: Mémoires de littérature tirés des registres de l'Académie royale des inscriptions et belles-lettres. Band 29, 1764, S. 27–86 (Digitalisat).

Als Übersetzer
- Melchior de Polignac: L’Anti-Lucrèce, poème sur la religion naturelle. 2 Bände, Hippolyte-Louis Guerin, Jacques Guerin, Paris 1749 (Digitalisat).
  - Paris 1754, 1760, 1765, 1780.

Als Herausgeber
- [Vorwort]. In: Nicolas Fréret: Défense de la chronologie fondée sur les monuments de l’histoire ancienne, contre le système chronologique de M. Newton. Durand, Paris 1758, S. I–LV (Digitalisat).